# 普雷格拉日達尤希島
普雷格拉日達尤希島是俄羅斯的島嶼，屬於北地群島的一部分，位於十月革命島以北的拉普捷夫海，由克拉斯諾亞爾斯克邊疆區負責管轄，長1.2公里、寬1公里，最高點海拔高度35米，島上無人居住。